# Большие Липицы
Большие Липицы — деревня в Солецком районе Новгородской области.

## География
Находится в западной части Новгородской области на расстоянии приблизительно 12 км на запад-юго-запад по прямой от районного центра города Сольцы.

## История
Деревня отмечалась еще на карте 1840 года как Липецы. На карте 1888 году здесь отмечено наличие 33 дворов. До 2020 года входила в состав Горского сельского поселения до его упразднения.

## Население
Численность населения: 12 человек (русские 100 %) в 2002 году, 4 в 2010.